# Striboggebergte
Striboggebergte  is het voornaamte gebergte van Brabanteiland in de Palmerarchipel, Antarctica met een hoogte van 2520 m (Mount Parry).  De lengte van noord naar zuid is 40 km, de breedte is 15 km, vast aan de Stavertsi Bergrug in het noordoosten ligt de Viamata Saddle, de Avroleva Heights in het oosten bij de Doriones Saddle, en de Solvay Gebergtes naar het zuiden bij de Aluzore Gap.  Het gebergte is hevig met ijs bedekt, met steile en ook ijsvrije westelijke hellingen.
Het gebergte is vernoemd naar de Slavische god van de wind, het ijs en de kou Stribog.

## Kaarten
- Antarctic Digital Database (ADD). Scale 1:250000 topographic map of Antarctica. Scientific Committee on Antarctic Research (SCAR), 1993–2016.
- British Antarctic Territory. Scale 1:200000 topographic map. DOS 610 Series, Sheet W 64 62. Directorate of Overseas Surveys, Tolworth, UK, 1980.
- Brabant Island to Argentine Islands. Scale 1:250000 topographic map. British Antarctic Survey, 2008.

## Bronnen

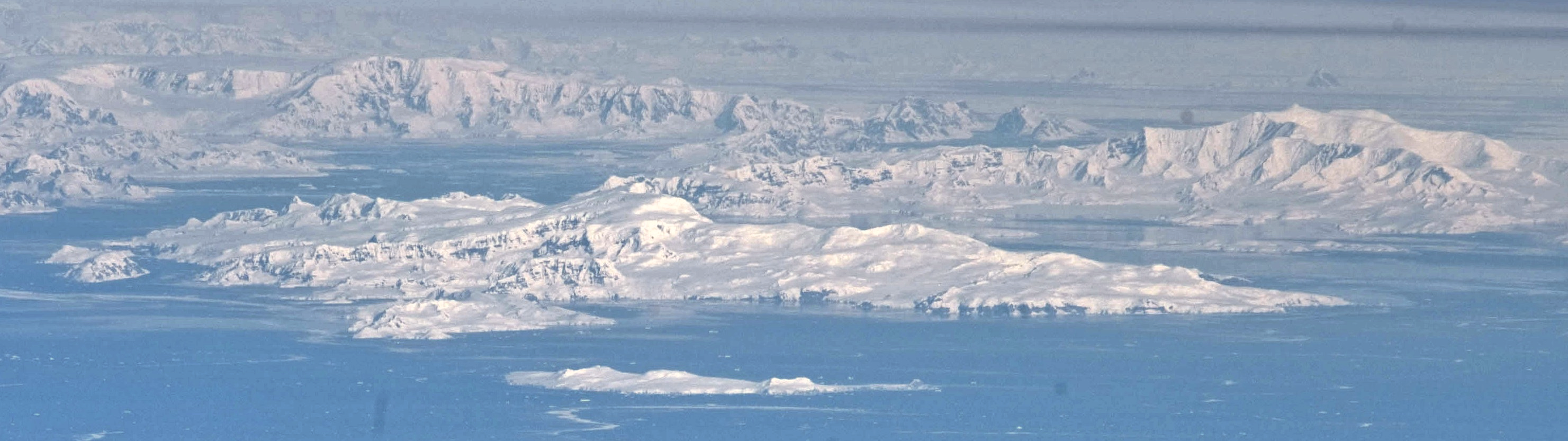
Brabanteiland gezien van het noordoosten, met Antwerpeneiland (rechts) en Antarctische Schiereilanden op de achtergrond; het Striboggebergte dat het grootste gedeelte van het midden en de rechterkant van dit eiland inneemt.